# Мартинес Труэба, Андрес
Андрес Мартинес Труэба (исп. Andrés Martínez Trueba, 11 февраля 1884 — 19 декабря 1959) — уругвайский политик, президент Уругвая.

## Биография
Родился в 1884 году в городе Флорида, его родителями были Андрес Мартинес Дельгадо и Нарсиса Труэба Гаинса. После окончания школы поступил в университет, где изучал фармацевтику.
В 1922 и 1925 годах избирался депутатом парламента, в 1926 году стал сенатором. После того, как в 1933 году президент Габриэль Терра осуществил переворот, провёл несколько месяцев в заключении на острове Флорес.
В 1942 году президент Альфредо Бальдомир совершил «хороший переворот», и Андрес Мартинес вошёл в состав Государственного совета, где принял участие в создании новой Конституции. В 1947-48 годах был мэром Монтевидео, в 1948-50 возглавлял Банк Восточной Республики Уругвай.
На президентских выборах 1950 года выдвигался от образованного сторонниками Луиса Батлье Берреса «списка 15». После победы на выборах провёл конституционную реформу, в соответствии с которой в 1952 году был упразднён пост президента, а страной стал управлять Национальный Совет Правительства из 9 человек (6 человек от правящей партии и 3 человека от второй по численности партии парламента). Остаток своего президентского срока (1951-55) он как глава победившей на выборах политической фракции провёл в качестве председателя Национального Совета Правительства.